# Lal Bahadur Shastri
Lal Bahadur Shastri (en hindi: लालबहादुर शास्त्री; Mughalsarai, Uttar Pradesh, 2 de octubre de 1904 - Taskent, 11 de enero de 1966) fue un político indio, líder del Congreso Nacional Indio y segundo primer ministro de la India. Ejerció del 9 de junio de 1964 hasta su muerte el 11 de enero de 1966, un día después de firmar la Declaración de Taskent.

## Infancia
Shastri nació el 2 de octubre de 1904 en casa de sus abuelos maternos. Su padre, Sharad Prasad Srivastava, era maestro de escuela y posteriormente empleado de la oficina de Hacienda de Prayagraj, mientras que su madre, Ramdulari Devi, era hija de Munshi Hazari Lal, director y profesor de inglés en una escuela ferroviaria de Mughalsarai. Shastri era el segundo hijo y el varón mayor de sus padres; tenía una hermana mayor, Kailashi Devi (n. 1900).
En abril de 1906, cuando Shastri apenas tenía 18 meses, su padre falleció en una epidemia de peste bubónica. Ramdulari Devi, con tan solo 23 años y embarazada de su tercer hijo, se mudó con sus dos hijos de Ramnagar a la casa de su padre en Mughalsarai, donde se estableció definitivamente. En julio de 1906, dio a luz a una hija, Sundari Devi. Así, Shastri y sus hermanas crecieron en el hogar de su abuelo materno, Hazari Lalji. Sin embargo, el propio Hazari Lalji falleció de un derrame cerebral a mediados de 1908. Posteriormente, la familia quedó al cuidado de su hermano (tío abuelo de Shastri), Darbari Lal, quien era el jefe de oficina del departamento de regulación del opio en Ghazipur, y posteriormente de su hijo (primo de Ramdulari Devi), Bindeshwari Prasad, maestro de escuela en Mughalsarai.
En enero de 1921, cuando Shastri a tres meses de presentarse a los exámenes finales, asistió a una reunión pública en Benarés organizada por Gandhi y el pandit Madan Mohan Malaviya. Inspirado por el llamado del Mahatma a los estudiantes para que abandonaran las escuelas públicas y se unieran al movimiento de no cooperación, Shastri abandonó la escuela secundaria al día siguiente y se unió a la rama local del Partido del Congreso como voluntario, participando activamente en piquetes y manifestaciones antigubernamentales. Pronto fue arrestado y encarcelado, pero luego fue liberado por ser menor de edad.
Con el apoyo de Shiv Prasad Gupta, un acaudalado filántropo y ferviente nacionalista del Congreso, Gandhi inauguró el Kashi Vidyapith en Benarés como institución nacional de educación superior el 10 de febrero de 1921. Entre los primeros estudiantes de la nueva institución, Shastri se graduó con honores en filosofía y ética en el Vidyapith en 1925. Recibió el título de Shastri ("erudito"). El título era una licenciatura otorgada por la institución, pero permaneció como parte de su nombre.

## Carrera política
Tras la independencia de la India, Shastri fue nombrado secretario parlamentario en su estado natal, Uttar Pradesh. Asumió el cargo de ministro de Policía y Transporte durante el mandato de Govind Ballabh Pant el 15 de agosto de 1947. Como ministro de Transporte, fue el primero en nombrar mujeres conductoras, y como ministro a cargo del Departamento de Policía, ordenó que la policía utilizara chorros de agua, bajo sus instrucciones, en lugar de palos para dispersar a las multitudes alborotadas.
Nehru lo llamó al gobierno central y Shastri fue nombrado ministro de Ferrocarriles y Transporte en el Primer Gabinete de la República de la India el 13 de mayo de 1952. En septiembre de 1956, quiso asumir la responsabilidad política y moral del accidente ferroviario de Mahbubnagar de 1956 y presentó su dimisión como ministro de Ferrocarriles al primer ministro Jawaharlal Nehru, pero éste se negó; un accidente similar ocurrido dos meses y medio después, Shastri volvió a presentar su dimisión, que esta vez fue aceptada y cesó como ministro de Ferrocarriles el 7 de diciembre de 1956. Posteriormente, se desempeñó como ministro de Comercio e Industria en 1959 y ministro del Interior en 1961.

### Primer ministro
Jawaharlal Nehru falleció en el cargo el 27 de mayo de 1964. El entonces presidente del Partido del Congreso, K. Kamaraj, fue clave para que Shastri fuera nombrado primer ministro el 9 de junio. Shastri mantuvo a muchos miembros del Consejo de Ministros de Nehru.
Shastri continuó las políticas económicas socialistas de Nehru con planificación central. Promovió la Revolución Blanca —una campaña nacional para aumentar la producción y el suministro de leche— apoyando a la cooperativa lechera Amul de Anand, Guyarat, y creando la Junta Nacional de Desarrollo Lácteo. 
Durante la guerra de 22 días con Pakistán en 1965, el 19 de octubre de 1965, Shastri pronunció el lema fundamental "Jai Jawan Jai Kishan" ("Salve al soldado, Salve al agricultor") en Urwa, Allahabad, que se convirtió en un lema nacional.
Subrayando la necesidad de impulsar la producción alimentaria de la India, Shastri también promovió la Revolución Verde en 1965. Esto condujo a un aumento en la producción de cereales, especialmente en Punjab, Haryana y Uttar Pradesh. Los hitos más importantes de esta iniciativa fueron el desarrollo de variedades de trigo de alto rendimiento y cepas de trigo resistentes a la roya.  Su gobierno aprobó la Ley de la Junta Nacional de Productos Agrícolas y fue responsable de la creación de la Corporación Alimentaria de la India en virtud de la Ley de la Corporación Alimentaria de 1964.
Aunque era socialista, Shastri afirmó que la India no podía tener una economía reglamentada. 

## Fallecimiento
Shastri murió debido a un ataque al corazón en Taskent, Uzbekistán (entonces parte de la Unión Soviética) el 11 de enero de 1966, un día después de firmar un tratado de paz para poner fin a la guerra indo-pakistaní de 1965. Muchos de los partidarios de Shastri y familiares cercanos se negaron en ese momento, y se han negado desde entonces, a creer las circunstancias de su muerte. Las teorías de la conspiración aparecieron a las pocas horas de su muerte, y desde entonces han persistido. Mucha gente todavía cree que fue envenenado. Fue elogiado como un héroe nacional; el monumento conmemorativo de Vijay Ghat se estableció en su memoria. Tras su muerte, Gulzarilal Nanda asumió una vez más el papel de primer ministro interino, hasta que el Partido del Congreso eligió a Indira Gandhi (hija de Nehru) para suceder oficialmente a Shastri.